# Сурака ибн Амр
Сурака ибн 'Амр (араб. سراقة بن عمرو‎; ум. 651) — исламский полководец, участник завоевательных войн на Кавказе. Также известен как Зу-н-Нун (араб. زو النون‎) и Зу-н-Нур (араб. ذو النور‎).

## Биография
Сурака ибн 'Амр был назначен халифом Умаром ответственным за покорение Баб аль-Абваба (Дербент) и Эль-Баба (Армения) в 640 году, авангардом которого командовал Абд-ар-Рахман ибн Раби'а, и впоследствии ставший его управляющим. Он же отправил отряды на другие завоевания после заключения договора с иранским наместником Баб эль-Абваба Шахрваразом, по которому каждый согласившийся выступить в войске вали освобождался от джизьи, а также взял Тбилиси и Азербайджан. Текст договора согласно книге мусульманского историка Ибн Джарира ат-Табари «История пророков и королей»:

Во имя Аллаха всемилостивого и милосердного. Этим договором даруется Суракой ибн 'Амром, амилем повелителя правоверных Умара ибн аль-Хаттаба, Шахрваразу, армянам и самой Армении неприкосновенность им самим, их имуществу, от посягательств на вред, так что у них ничего не забирается. Взамен от жителей Армении и эль-Абваба как из отдалённых районов, так и из ближайших окрестностей требуется участие во всех военных экспедициях и следование всем приказам, будь они данными или потенциально данными, которые вали сочтёт нужными, при условии освобождения от уплаты джизьи в обмен на военную службу для согласившихся на службу, требуюмую как замена джизье. Ненужные же из них на службе или не участвующие в ней находятся под теми же обязательствами в уплате налогов, что и в целом жители Азербайджана, что включает в себя обязательство указывать путь мусульманам или же давать приют длиною в сутки. Несущие же службу освобождаются от всего вышеперечисленного. Нарушившие это соглашение подвергнутся наказаниям. Засвидетельствовано Абд-ар-Рахманом ибн Раби'а, Салманом ибн Раби'а и Букайром ибн Абдуллахом. Засвидетельствовано писчиком договора Марди ибн Мукаррином.
Оригинальный текст (ар.)بسم اللَّه الرحمن الرحيم ، هذا ما أعطى سراقة بْن عمرو عامل أمير المؤمنين عمر بْن الخطاب شهر براز وسكان أرمينية والأرمن من الأمان ، أعطاهم أمانا لأنفسهم وأموالهم وملتهم ، ألا يضاروا ولا ينتقصوا ، وعلى أهل أرمينية والأبواب الطراء منهم والثناء ومن حولهم ، فدخل معهم أن ينفروا لكل غارة ، وينفذوا لكل أمر ناب ، أو لم ينب رآه الوالي صلاحا ، على أن توضع الجزاء عمن أجاب إلى ذلك إلا الحشر ، والحشر عوض من جزائهم ، ومن استغنى عنه منهم وقعد ، فعليه مثل ما على أهل أذربيجان من الجزاء والدلالة والنزل يوما كاملا ، فإن حشروا وضع ذلك عنهم ، وإن تركوا أخذوا به ، وشهد عبد الرحمن بْن ربيعة ، وسلمان بْن ربيعة ، وبكير بْن عبد اللَّه ، وكتب مرضي بْن مقرن وشهد

В разгаре войны за горные территории в 651 году он скончался, а Абд-ар-Рахман ибн Раби'а был назначен его преемником. Братом Сураки ибн 'Амра был Газийя ибн 'Амр аль-Ансари.